# Имярек
Имяре́к, или имре́к (от церк.-слав. и҆́мⷬ҇къ, и҆́мⷬ҇е, и҆́мѧ рекъ — «назвавши имя»; в литературе эпохи «Грамматики» М. Смотрицкого и в старообрядческой литературе встречается написание і҆мⷬ҇къ) — слово, используемое в текстах молитв и других церковных текстах, а также (до начала XX века) в различного рода официальных актах, анкетах или приказных бумагах в том месте, где должно быть поставлено имя лица, за которого возносится молитва, или имя лица, пишущего документ по образцу. В настоящее время в литературе и в бытовой русской речи слово имеет роль экземплификанта.
Составлено из двух слов: существительного имя и церковнославянской формы деепричастия прошедшего времени глагола рещи́.
Пример:  «Помолимся о великом господине и отце нашем, Святейшем Патриархе имярек, и о господине нашем преосвященнейшем митрополите (или архиепископе, или епископе) имярек, и всей во Христе братии нашей» (прошение из ектеньи вседневной полунощницы). Вместо первого имярек священник должен назвать имя патриарха, а вместо второго имярек священник должен назвать имя епархиального архиерея.

## В современной литературе
В современном русском языке употребляется (иногда иронически) вместо имени неизвестного или нарочито неназываемого лица в значении «некто», «такой-то». Например: «Неизвестно, как поведёт себя имярек, получив полностью все полномочия и всю полноту власти, понимая, что речь идёт о великом государстве». В значении некого среднего человека «Имярек» употреблено в последней одноимённой VIII главе книги Михаила Салтыкова-Щедрина «Мелочи жизни».
Николай Бердяев в труде «О назначении человека» употребляет слово «имярек» в значении некоего познающего человека (не субъекта), имманентного бытию и познающего бытие из самого бытия. Бердяев пишет, что в немецкой гносеологии «Бытие разлагается и исчезает, заменяется субъектом и объектом. Познаёт совсем не „я“, не живой человек „имярек“, не конкретная личность, а гносеологический субъект, вне бытия находящийся и бытию противостоящий».